# Neoplatymops mattogrossensis
Neoplatymops mattogrossensis is een zoogdier uit de familie van de bulvleermuizen (Molossidae). De wetenschappelijke naam van de soort werd voor het eerst geldig gepubliceerd door Vieira in 1942.